# Die Puppenspieler von Flore
Die Puppenspieler von Flore ist ein dystopischer Jugendroman der deutschen Schriftstellerin Lilli Thal aus dem Jahr 2015. Erzählt wird die Geschichte des 16-jährigen Tamaso, der als Spion für sein Heimatland Corona gegen den feindlichen Staat Flore eingesetzt wird.

## Inhalt
Am Tag seiner Schulabschlussfeier wird Tamaso aus der Schule geholt, ohne dass er vorher darüber informiert worden wäre. Seine Eltern haben zu Hause schon eine Feier vorbereitet, aber daraus wird nichts, denn mit 19 anderen Jugendlichen wird Tamaso in einem Bus außer Landes gebracht und landet schließlich mit ihnen in einem Wüstencamp. Dieses befindet sich in Corona, dem Nachbarland von Parman, wo Tamaso gelebt hat.
Nach und nach wird klar, was hier los ist: Die 20 Jugendlichen sind eigentlich Kinder coronischer Eltern, wurden aber als Kleinkinder in parmanische Pflegefamilien gegeben. Nun sollen sie im Camp auf eine Geheimdienstoperation für Corona vorbereitet werden. Im diktatorisch geführten Flore, das Corona bedroht, sollen sie nach ihrer Ausbildung als Hausbedienstete eingesetzt werden – und zwar bei hochrangigen Personen, um diese zu bespitzeln.
Die Zeit im Camp ist für Tamaso schlimm, nicht nur weil er von seinen Eltern getrennt wurde. Die Ausbildung ist gnadenlos, immerhin freundet er sich mit einigen der anderen Jugendlichen an. Nach mehreren Monaten wird er schließlich als parmanischer Junge in das Haus des gefürchteten Geheimdienstgeneral Utuk weitergeschickt. Dort bekommt er bald mit, was für ein schreckliches Regime dieser führt. Im Keller des Hauses werden regelmäßig Aufständische hingerichtet.
Die neue Arbeit als Mechaniker im Haus des Generals ist hart, wenigstens gibt es aber ein paar andere Hausbedienstete, die es gut mit Tomaso meinen. Tomaso lernt außerdem den Sohn des Generals kennen, der Puppenspieler ist. Von den Puppenspielen ist Tamaso völlig fasziniert, während General Utuk nur Verachtung dafür übrig hat.
Auf Befehl seines Anführers hin bringt Tamaso einen Putschversuch ins Rollen, der aber fehlschlägt. Daraufhin flieht er mit den anderen Jugendlichen ins Gebirge, wo ihre Evakuierung stattfinden sollte. Dieser Stützpunkt ist aber verlassen. Nur durch Zufall treffen sie auf ein anderes Operationsteam, das eine Brieftaube nach Corona schickt, um sie zu evakuieren. Evakuiert und zurück in der Heimat, bekommen die Jugendlichen als Belohnung für ihre Spionage eigene Häuser und Geld. Vor dem Ende erfährt der Leser noch, dass ihr Anführer zu den Gegnern übergelaufen ist.

## Literarische Gattung und Stil
Das Buch ist ein Jugendroman, obwohl die Jugendlichen viele traumatische Erlebnisse haben. Zudem kann man es als Dystopie bezeichnen. Man kann es der literarischen Gattung Epik zuordnen. Es ist „nah am Leben“ und „stilsicher“ geschrieben. Vom Verlag wird es für Jugendliche ab 14 Jahren empfohlen.

## Rezeption
Für Siggi Seuß von der Süddeutschen Zeitung gehört Lilli Thal zu den großen Autorinnen der zeitgenössischen Jugendliteratur – und in Die Puppenspieler von Flores sieht er seinen Eindruck vollends bestätigt. In einer fiktiven, halbmodernen Welt mit Staaten, die an die USA und Nordkorea erinnern, sei die Geschichte angesiedelt, und dabei durchgehend fesselnd erzählt. Die Figuren seien in ihrer Psychologie fein gezeichnet und die Handlung derart gekonnt konstruiert, dass nirgendwo ein Gerüst zu entdecken sei. Thals Sprache sei nah am Leben und stilsicher, sogar poetisch.
In der NZZ kann Rezensentin Andrea Lüthi es sich nicht bequem machen in der fantastischen Welt des Bösen, die Lilli Thal in ihrem Buch anlegt. Nicht mit wohligen Schauern über verfeindete Staaten, Putschversuche und geheime Folterkeller also, meint Lüthi. Stattdessen folgt sie der Geschichte des von der Autorin als vielschichtige Persönlichkeit angelegten 16-jährigen Ich-Erzählers, der im Buch eine paramilitärische Ausbildung durchlaufen muss, mit nicht nachlassender Spannung. Laut Lüthi liegt das an der Nähe des Textes zum realen Geschehen in Krisen- und Kriegsgebieten.

## Auszeichnungen
- Esel des Monats (Eselsohr) (August 2015)
- Buch des Monats Dezember 2015 (Deutsche Akademie für Kinder- und Jugendliteratur)
- Leselotse, September 2015 (Börsenblatt)
- Die besten 7 Bücher für junge Leser, September 2015 (Deutschlandfunk)[5]